# 小行星7709
小行星7709（英語：7709）是一颗围绕太阳公转的小行星。1994年9月8日，清水義定、浦田武在那智胜浦町发现了此天体。
这颗小行星的绝对星等为206.1780058781361等。